# Eleições estaduais em Mato Grosso do Sul em 1978
As eleições estaduais em Mato Grosso do Sul em 1978 ocorreram após a criação do estado por força da Lei Complementar n.º 31 de 11 de outubro de 1977, sancionada no Governo Ernesto Geisel. Conforme a mesma, o governador sul-mato-grossense seria o único nos 22 estados brasileiros a ser nomeado pelo presidente da República sem o referendo de um Colégio Eleitoral. Em 15 de novembro o senador Pedro Pedrossian foi eleito por voto direto, assim como seis deputados federais e dezoito deputados estaduais, cabendo aos últimos também funções constituintes. Embora o Pacote de Abril tenha permitido a eleição indireta do senador Saldanha Derzi, esta ocorreu apenas em 28 de janeiro de 1979.
Gaúcho de Cruz Alta, o engenheiro civil Harry Amorim graduou-se na Universidade Federal do Rio Grande do Sul em 1951 com Curso de Pavimentação Rodoviária no Instituto de Pesquisas Rodoviárias de Porto Alegre em 1954 e Curso de Mecânica dos Solos pelo Instituto de Pesquisas Tecnológicas de São Paulo em 1956. Um ano antes da formatura, trabalhava no Departamento Nacional de Obras de Saneamento (DNOS) sendo transferido para Belo Horizonte em 1963, onde chefiou o 7º Distrito Federal de Obras de Saneamento de Minas Gerais, presidiu o Conselho Municipal de Águas e Esgotos de Belo Horizonte e foi diretor cultural da Associação Mineira de Engenharia. Assumiu o comando do 12º Distrito Federal de Obras de Saneamento no Rio Grande do Sul e integrou o conselho da Associação Brasileira de Engenharia Sanitária. Nomeado diretor-geral do DNOS em 1974 pelo ministro do Interior, Maurício Rangel Reis, exerceu o cargo até ser escolhido governador de Mato Grosso do Sul pelo presidente Ernesto Geisel em 31 de março de 1978, assumindo no dia de instalação do novo estado, em 1º de janeiro de 1979.
Injunções e disputas políticas dentro da ARENA levaram o presidente João Figueiredo (empossado em 15 de março de 1979) a escolher outro governador. Também engenheiro civil,  Marcelo Miranda graduou-se na Faculdade de Engenharia de Uberaba em 1963 e antes disso foi professor de Química. Trabalhou nas Centrais Elétricas de Urubupungá, em São Paulo e na Usina Hidrelétrica de Jupiá antes de seguir para Três Lagoas e Campo Grande a serviço do Departamento de Estradas de Rodagem (DER). Ainda no antigo estado de Mato Grosso, foi presidente das Centrais Elétricas Matogrossenses durante o mandato do governador Pedro Pedrossian e depois diretor-geral do DER no governo José Fragelli. Eleito prefeito de Campo Grande via ARENA em 1976, Marcelo Miranda renunciou ao cargo a fim de assumir o governo sul-mato-grossense em 29 de junho de 1979 com o apoio de Pedro Pedrossian.
Terceiro engenheiro civil escolhido para comandar Mato Grosso do Sul em menos de dois anos, Pedro Pedrossian nasceu em Miranda, formou-se na Universidade Presbiteriana Mackenzie em São Paulo e trabalhou na Estrada de Ferro Noroeste do Brasil, assumindo a direção da mesma em 1961 durante o gabinete parlamentarista de Tancredo Neves no governo do presidente João Goulart. Assessor da presidência da Rede Ferroviária Federal no Rio de Janeiro, ingressou na política como correligionário de Filinto Müller. Aliado do Regime Militar de 1964, elegeu-se governador de Mato Grosso via PSD em 1965 chegando ao Palácio Alencastro para cinco anos de mandato. Seu regresso à vida pública aconteceu ao eleger-se senador por Mato Grosso do Sul numa sublegenda da ARENA em 1978, mandato ao qual renunciou para assumir o governo do estado em 7 de novembro de 1980.

## Biografia dos senadores eleitos

### Mendes Canale
Nascido em Miranda, Mendes Canale graduou-se contabilista em 1947 na Escola Técnica de Comércio Carlos de Carvalho em São Paulo e a seguir formou-se advogado pela Universidade Federal de Mato Grosso. Nos últimos meses do Estado Novo fez opção pelo PSD sendo eleito deputado estadual por Mato Grosso em 1950 e 1954, bem como suplente de deputado federal em 1958 e prefeito de Campo Grande em 1962. Após o fim do mandato foi chefe de gabinete do governador Pedro Pedrossian, de quem é conterrâneo, que o nomeou prefeito de Campo Grande em 1970. Filiado à ARENA, elegeu-se senador por Mato Grosso em 1974, mas passou a representar Mato Grosso do Sul após a criação deste novo estado.

### Pedro Pedrossian
Ver biografia acima

### José Fragelli
Advogado nascido em Corumbá e graduado pela Faculdade de Direito da Universidade de São Paulo em 1938, José Fragelli regressou a Campo Grande onde trabalhou como promotor de justiça e diretor do jornal Correio do Estado. Eleito deputado estadual por Mato Grosso via UDN em 1947 e 1950, foi secretário de Justiça e secretário de Fazenda no governo de seu tio, Fernando Correia da Costa, antes de eleger-se deputado federal em 1954, afastando-se da política ao final do mandato. No prelúdio do  Regime Militar de 1964, retornou à vida pública e dois anos depois estava filiado ao novo partido governista, a ARENA, sendo presidente do diretório municipal em Aquidauana e depois do diretório estadual, cargo que exercia ao ser escolhido governador de Mato Grosso pelo presidente Emílio Garrastazu Médici em 1970. Criado o estado de Mato Grosso do Sul, candidatou-se a senador numa sublegenda da ARENA, mas foi derrotado por Pedro Pedrossian e recolocado como primeiro suplente do vencedor. Efetivado quando o titular renunciou a fim de assumir o governo sul-mato-grossense, José Fragelli tomou posse como senador em 19 de novembro de 1980, quando já pertencia aos quadros do PDS, embora tenha migrado para o PP logo depois. Encerrou sua carreira política já filiado ao PMDB na condição de presidente do Senado Federal, cargo para o qual foi eleito em 1985 e nesse imperativo empossou José Sarney na Presidência da República.

### Saldanha Derzi
Médico formado pela Escola de Medicina e Cirurgia da Universidade Federal do Estado do Rio de Janeiro em 1939, Saldanha Derzi nasceu em Ponta Porã. Regressou à sua terra natal para trabalhar no posto de saúde e em 1942 o interventor Júlio Müller o nomeou prefeito da mesma, exercendo o cargo durante três anos. Antes fora membro da diretoria do Instituto Nacional do Mate. Filiou-se à UDN nos agonizes do Estado Novo, sendo eleito vereador em Ponta Porã em 1947 e depois presidente da Câmara Municipal, além de prefeito da cidade em 1950. Eleito deputado federal por Mato Grosso em 1954, foi derrotado por João Ponce de Arruda ao disputar o governo do estado em 1955. Reeleito deputado federal em 1958, 1962 e 1966, ingressou na ARENA quando o Regime Militar de 1964 outorgou o bipartidarismo através do Ato Institucional Número Dois. Eleito senador por Mato Grosso em 1970, renovou o mandato por Mato Grosso do Sul em 28 de janeiro de 1979 mediante o voto indireto prescrito no Pacote de Abril.

## Resultado da eleição para senador

### Mandato biônico de oito anos
A eleição para senador biônico em Mato Grosso do Sul foi a única a realizar-se em 28 de janeiro de 1979 conforme regras específicas da lei que criou o estado. Nelas, o Colégio Eleitoral seria formado por 128 eleitores, sendo 18 deputados estaduais e 110 delegados representando os 55 municípios sul-mato-grossenses. As regras previam votação nominal e aberta por parte dos eleitores inscritos, dentre os quais não estariam os representantes de Amambai, Caracol e Jaraguari, reduzindo para 122 o total de votantes numa sessão comandada pelo deputado Londres Machado, presidente da Assembleia Estadual Constituinte. Dos 119 delegados presentes, 116 votaram em Saldanha Derzi, eleito senador por Mato Grosso em 1970 e agora representante de Mato Grosso do Sul.
| Candidatos a senador da República | Candidatos a suplente de senador                  | Número | Coligação             | Votação | Percentual |
| --------------------------------- | ------------------------------------------------- | ------ | --------------------- | ------- | ---------- |
| Saldanha Derzi ARENA              | Italívio Coelho ARENA Waldir Santos Pereira ARENA | -      | ARENA (sem coligação) | 116     | 97,48%     |
| Fontes:                           |                                                   |        |                       |         |            |

### Mandato direto de oito anos
Não estão disponíveis ainda o total de votos em branco e de votos nulos.
| Candidatos a senador da República | Candidatos a suplente de senador | Número | Coligação             | Votação | Percentual |
| --------------------------------- | -------------------------------- | ------ | --------------------- | ------- | ---------- |
| Pedro Pedrossian ARENA            | Edil Ferraz ARENA -              | -      | ARENA (em sublegenda) | 134.338 | 41,68%     |
| Plínio Martins MDB                | Juarez Marques Batista MDB -     | -      | MDB (em sublegenda)   | 130.652 | 40,53%     |
| José Fragelli ARENA               | Hércules Maymone ARENA -         | -      | ARENA (em sublegenda) | 45.885  | 14,24%     |
| Humberto Neder MDB                | Alarico Reis d'Ávila MDB -       | -      | MDB (em sublegenda)   | 11.456  | 3,55%      |
| Fontes:                           |                                  |        |                       |         |            |

## Deputados federais eleitos
São relacionados os candidatos eleitos com informações complementares da Câmara dos Deputados.

Representação eleita
  ARENA: 4
  MDB: 2

| Deputados federais eleitos | Partido | Votação | Percentual | Cidade onde nasceu | Unidade federativa |
| Antônio Carlos de Oliveira | MDB     | 39.772  |            | Campo Grande       | Mato Grosso do Sul |
| Ruben Figueiró             | ARENA   | 37.319  |            | Rio Brilhante      | Mato Grosso do Sul |
| Levy Dias                  | ARENA   | 35.980  |            | Aquidauana         | Mato Grosso do Sul |
| Leite Schimidt             | ARENA   | 33.944  |            | Aquidauana         | Mato Grosso do Sul |
| Ubaldo Barém               | ARENA   | 23.398  |            | Ponta Porã         | Mato Grosso do Sul |
| Walter de Castro           | MDB     | 21.385  |            | Maracaju           | Mato Grosso do Sul |
| Fontes:                    |         |         |            |                    |                    |

## Deputados estaduais eleitos
São relacionados a seguir apenas os candidatos eleitos. Foram consultados também os arquivos da Assembleia Legislativa de Mato Grosso do Sul e do Tribunal Superior Eleitoral.

Representação eleita
  ARENA: 11
  MDB: 7

| Deputados estaduais eleitos | Partido | Votação | Percentual | Cidade onde nasceu | Unidade federativa |
| Ramez Tebet                 | ARENA   | 14.442  |            | Três Lagoas        | Mato Grosso do Sul |
| Paulo Saldanha              | ARENA   | 11.571  |            | Rondonópolis       | Mato Grosso        |
| Londres Machado             | ARENA   | 10.266  |            | Rio Brilhante      | Mato Grosso do Sul |
| Cecílio Gaeta               | MDB     | 9.584   |            | Cuiabá             | Mato Grosso        |
| Getúlio Gideão              | MDB     | 9.514   |            | Porto União        | Santa Catarina     |
| Valdomiro Gonçalves         | ARENA   | 9.427   |            | Paranaíba          | Mato Grosso do Sul |
| Sérgio Cruz                 | MDB     | 9.095   |            | Salgueiro          | Pernambuco         |
| Onevan de Matos             | MDB     | 8.897   |            | Frutal             | Minas Gerais       |
| Sultan Rasslan              | MDB     | 8.469   |            | Sidrolândia        | Mato Grosso do Sul |
| Osvaldo Dutra               | ARENA   | 7.569   |            | Naviraí            | Mato Grosso do Sul |
| Horácio Cersósimo           | ARENA   | 7.109   |            | Ponta Porã         | Mato Grosso do Sul |
| Alberto Cubel Brull         | ARENA   | 6.617   |            | Caarapó            | Mato Grosso do Sul |
| Rudel Trindade              | ARENA   | 6.610   |            | Aquidauana         | Mato Grosso do Sul |
| Odilon Nacasato             | MDB     | 6.469   |            | Ivinhema           | Mato Grosso do Sul |
| Walter Carneiro             | ARENA   | 6.238   |            | Cuiabá             | Mato Grosso        |
| Zenóbio Santos              | ARENA   | 6.199   |            | Amambaí            | Mato Grosso do Sul |
| Roberto Orro                | MDB     | 6.184   |            | Aquidauana         | Mato Grosso do Sul |
| Ary Rigo                    | ARENA   | 5.836   |            | Passo Fundo        | Rio Grande do Sul  |
| Fontes:                     |         |         |            |                    |                    |